# Porphyrinia salangi
Porphyrinia salangi är en fjärilsart som beskrevs av Edward P. Wiltshire 1961. Porphyrinia salangi ingår i släktet Porphyrinia och familjen nattflyn. Inga underarter finns listade i Catalogue of Life.